# Prokinetikum
Ein Prokinetikum (von griech. πρό für und κινέω bewegen) ist ein Medikament, welches die Peristaltik des Magen-Darm-Traktes verstärkt. Es wirkt, indem es die Vorwärtsperistaltik fördert und die Rückwärtsperistaltik hemmt. Entsprechend sind die Einsatzgebiete: Zum einen können sie durch die Hemmung der Rückwärtsperistaltik wirksam gegen Übelkeit und Erbrechen eingesetzt werden (Diese Gruppe wird auch als Antiemetika bezeichnet.). Zum anderen können sie auch gegen eine Darmträgheit (Obstipation) verwendet werden, eine typische Komplikation nach operativen Eingriffen an den Bauchorganen sowie eine Nebenwirkung einiger Medikamente (insbesondere starke Schmerzmedikamente wie Opioide und bestimmte Psychopharmaka).
Vertreter:
- Cholinergika (z. B. Carbachol)
- Dopamin-Rezeptor-Antagonisten (z. B. Metoclopramid, Domperidon)
- 5-HT4-Rezeptor-Agonisten (z. B. Cisaprid, Prucaloprid)
- Motilin-Agonisten (z. B. Erythromycin)